# Синдром изгарања
Синдром изгарања или бернаут (енгл. burnout) појам је који описује стање професионалца у хуманистичким струкама који су због изразито напорног рада и стресних ситуација често фрустрирани или осећају апатију и бес (тзв. „сагоревање на послу”, „професионално изгарање”). Бернаут се најчешће јавља у социјалном раду и на другим пољима на којима радници имају веће одговорности или раде у стреснијим условима, што их доводи у посебан положај.